# Stary Grodków
Stary Grodków est une localité polonaise de la voïvodie d'Opole et du powiat de Nysa.

## Géographie

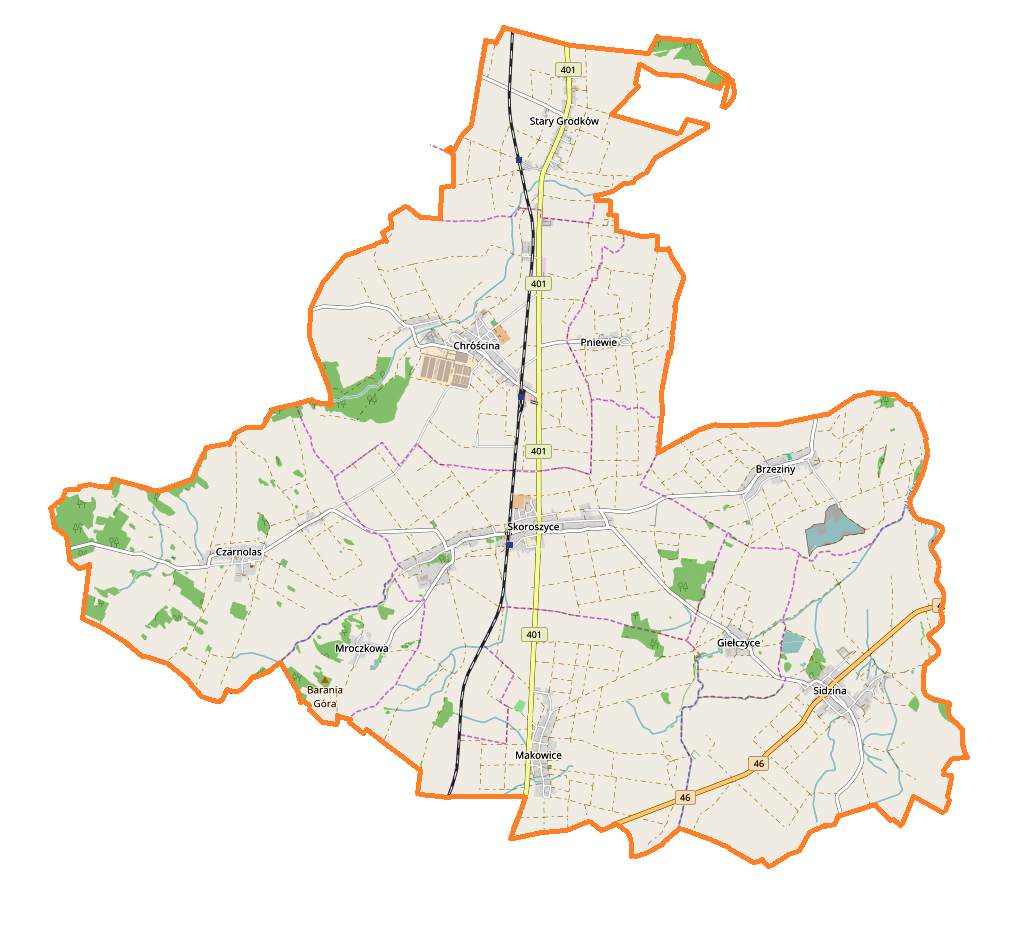
Carte de la gmina de Skoroszyce.

## Histoire
De 1742 à 1945, Alt Grottkau fait partie de l'arrondissement de Grottkau dans le district d'Oppeln au sein de la province de Silésie.